# Cangrande I della Scala

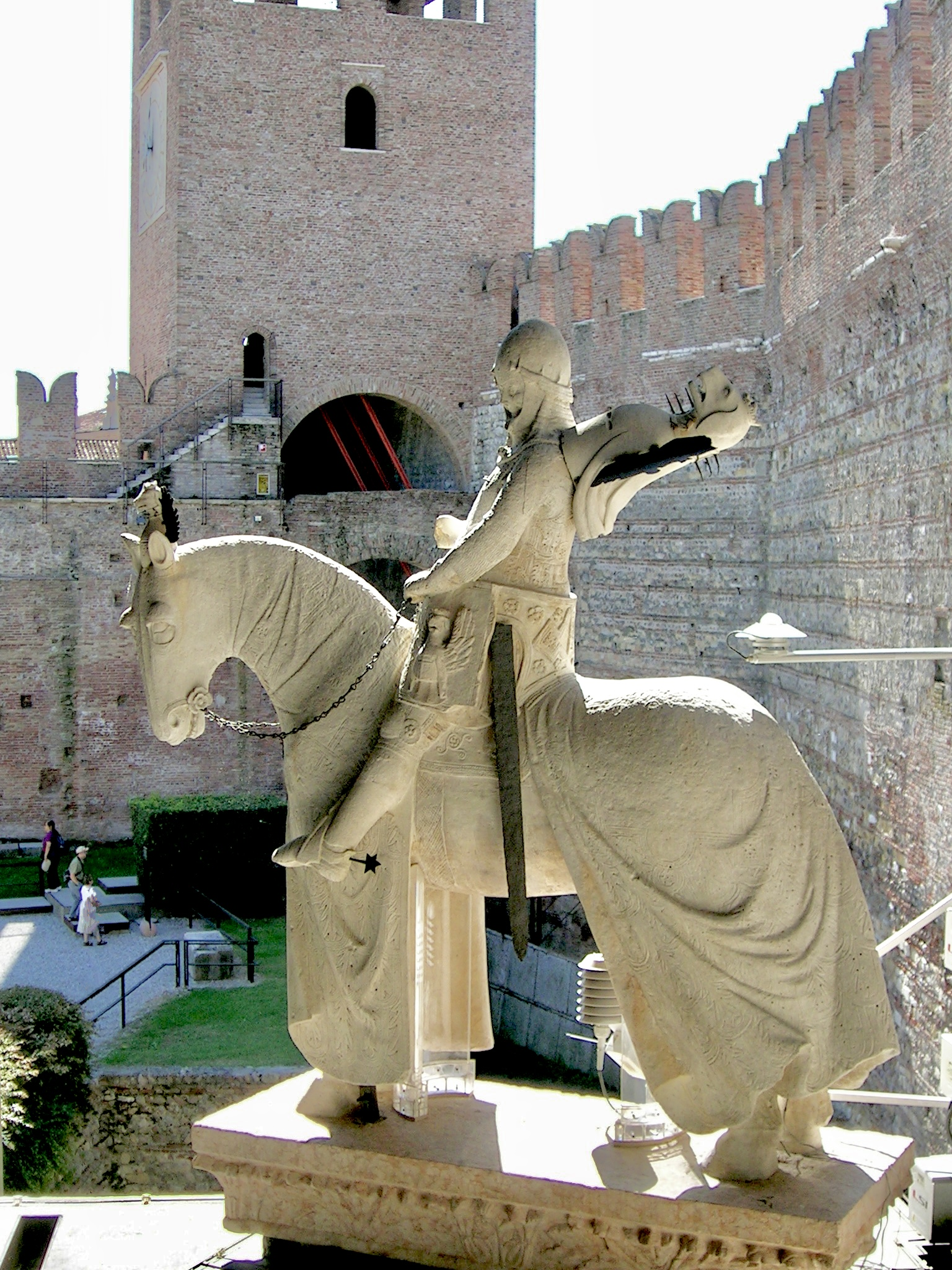
Estátua de CanGrande I della Scala, no museu de Castel Vecchio em Verona

Can Francesco della Scala, conhecido como Cangrande I (Verona, 9 de março de 1291 - Treviso, 22 de julho de 1329) foi um comandante italiano.  Filho de Alberto I della Scala e de Verde di Salizzole, é o expoente mais conhecido, amado e celebrado da dinsatia scaligera.   Senhor de Verona de 1308 a 1311 junto com seu irmão Alboino e, depois disso, sozinho até sua morte, ele consolidou o poder de sua família e expandiu sua cidade até se tornar, graças aos seus sucessos, chefe dos Gibelinos no norte da Itália.    Cangrande não foi apenas um hábil conquistador, mas também um político astuto, um grande administrador e um generoso mecenas.  Foi também amigo e protetor do grande poeta Dante Alighieri.

## Biografia

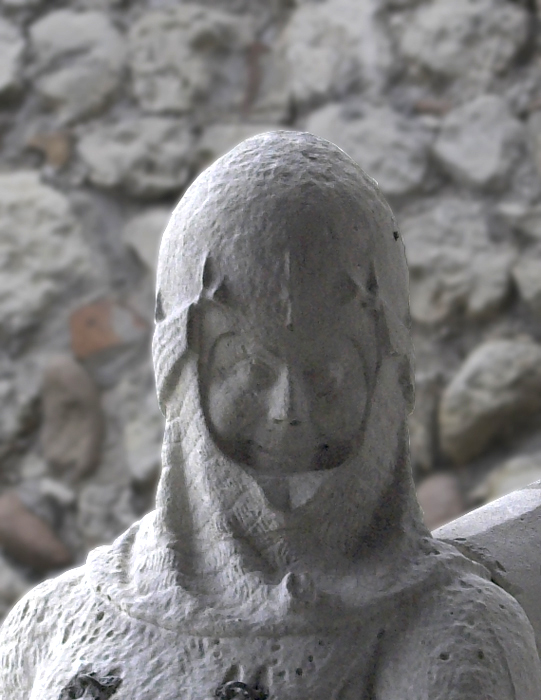
O rosto de Cangrande.

### Origem familiar
Cangrande era o terceiro filho varão de Alberto I della Scala e Verde di Salizzole. Seus irmãos mais velhos eram Bartolomeo I della Scala e Alboino della Scala.

### Educação
No poema de Ferreto dei Ferreti, historiador vicentino, Cangrande é descrito como um jovem prodigioso que, não satisfeito em se divertir com seus amigos, preferia usar as armas e sonhar em ser um cavaleiro.  Alberto cuidou pessoalmente da educação militar do filho, que demonstrava grande afeto pelo pai de quem herdou os dons de comandar e guerrear: ele mesmo veio instituído do título de Cavaleiro medieval enquanto era ainda um menino, junto com seu irmão Bartolomeo e seus parentes Nicolò, Federico e Pietro, durante a festa de San Martino, em novembro de 1294, festejando desse modo a vitória contra Azzo VIII d'Este, marquês de Ferrara e seu irmão Francesco d'Este.

### Juventude
O pai morre em 1301, quando ele tinha só 10 anos, e assim, ele foi confiado à custódia de Bartolomeu, que passaria a ser o novo Senhor de Verona.  Foi sob seu governo que, pela primeira vez, Dante Alighieri ficou hospedado na cidade depois de se exilar de Firenze.   Bartolomeu, depois de consolidar o poder da família, morre prematuramente em 17 de março de 1304 e é sucedido por seu irmão, Alboino, que era muito mais favorável à mediação da paz do que à guerra.   Cangrande, sempre ao lado de Alboino, mostrava um temperamento mais guerreiro e ambicioso, e por isso mesmo ele consegue dividir o peso do poder com ele, além das questões de subordinação e respeito ao irmão, já que Cangrande ainda era apenas um jovem de 14 anos.   O seu poder efetivo iniciaria somente em 1308, quando ele recebe o comando supremo das forças armadas.

## Aspectos gerais de Cangrande

### Nome
São várias as hipóteses sobre seu nome: ele pode ter sido batizado Can Francesco em homenagem ao seu tio, Mastino della Scala, o fundador da dinastia, enquanto sua precocidade física e mental lhe rendeu o apelido de Cangrande.    O tema canino vem, vez por outra, junto com grande entusiasmo e foi muito  usado pelos senhores de Verona em seus nomes, elmos, monumentos e sepulturas.   O tema lembra também que Cangrande queria reconduzir a origem da família à dos chefes militares "mágicos e invencíveis", com a cabeça de cão e aliados dos lombardos.
Segundo outra versão, a mãe, Verde de Salizzole, antes de dar à luz, sonhou que estava parindo um cão que, com seus latidos parecia dominar a terra, e por isso Francesco veio a ser chamado "Can" (Cão), porque o cão, no medieval, tinha um significado especial.

### Aspecto físico e personalidade
Em 2004 o corpo de Cangrande foi exumado para ser analisado.   Assim foi possível estimar sua altura em 1,71m, mas considerando aspectos fisiológicos do esqueleto pode-se dizer que ele teria pelo menos 1,75m (uma altura imponente para o padrão médio de altura verificado no período que ele viveu).  Pode-se ver que ele possuía um rosto comprido com mandíbula proeminente e cabelos loiros encaracolados.
Sua força física devia ser notável, já que ele participou continuamente de campanhas militares e das descrições feitas por historiadores e poetas contemporâneos.   Era conhecido por sua jovialidade, embora exibisse um temperamento furioso nas ocasiões em que alguma coisa dava errada.   Estava sempre disponível para todas as pessoas, de todos os níveis sociais.   Era um grande orador, tanto que argumentos, discussões e debates eram alguns de seus passatempos preferidos, além da caça.
Sua coragem em batalha é bem documentada e sua misericórdia contra seus inimigos derrotados impressionou até mesmo seus adversários, incluíndo o historiador e dramaturgo Albertino Mussato, que descreveu o tratamento honroso dado por ele aos derrotados no conflito de Vicenza em 1317.
Ele era religioso e jejuava duas vezes por semana em honra a Virgem Maria, de quem era devoto.   Essa devoção é também testemunhada pela doação, para o Serviço de Maria, de um terreno para a construção da Igreja de Santa Maria della Scala, em Verona, aonde ainda se conserva um afresco com Cangrande e Alberto II della Scalla.   Outro ato de devoção foi a nominação de doze homens em frente ao altar da Virgem no Duomo de Verona, além de várias outras citações em manuscritos da época.
Era um homem voluntarioso e que não tinha escrúpulos para alcançar suas metas.   Amante das artes e da ciência, ofereceu hospitalidade, ou asilo, a Dante, Albertino Mussato e diversos outros artistas, além de chamar Giotto  para alguns trabalhos, entre os quais uma imagem de Cangrande que se perdeu.
| “ | Cangrande tolerava qualquer crítica sem fazer pesar sua superioridade. Entenda-se os impropérios e as críticas de Mussato, que era seu prisioneiro, com quem passava o tempo discutindo sobre o império e os destinos de Verona e Padova. Transmitia seu senso de cavalheiro a todos os que o rodeava, enquanto punia severamente qualquer um que não cumpria com o senso comum. Certa vez, um de seus súditos assassinou um grupo de prisioneiros a punhaladas, para vingar a morte do irmão. Sem meios-termos, ele baniu o assassino da cidade por ter infringido o código de cavalheiros. Tratado de Cangrande I della Scala de Hans Spangenberg. | ” |

## Guerras e conquistas
Cangrande se envolveu em inúmeras batalhas e obteve grandes vitórias e conquistas como Senhor de Verona:
- Primeira guerra contra Pádova - 1311
- Conflito de Vicenza - 1314
- Segunda guerra contra Pádova - 1318
- Primeira guerra contra Treviso - 1318
- Terceira guerra contra Pádova - 1320
- Conquista de Feltre e Belluno - 1324
- Vitória final sobre Pádova - 1328
- Conquista de Treviso - 1329

## Sucessão

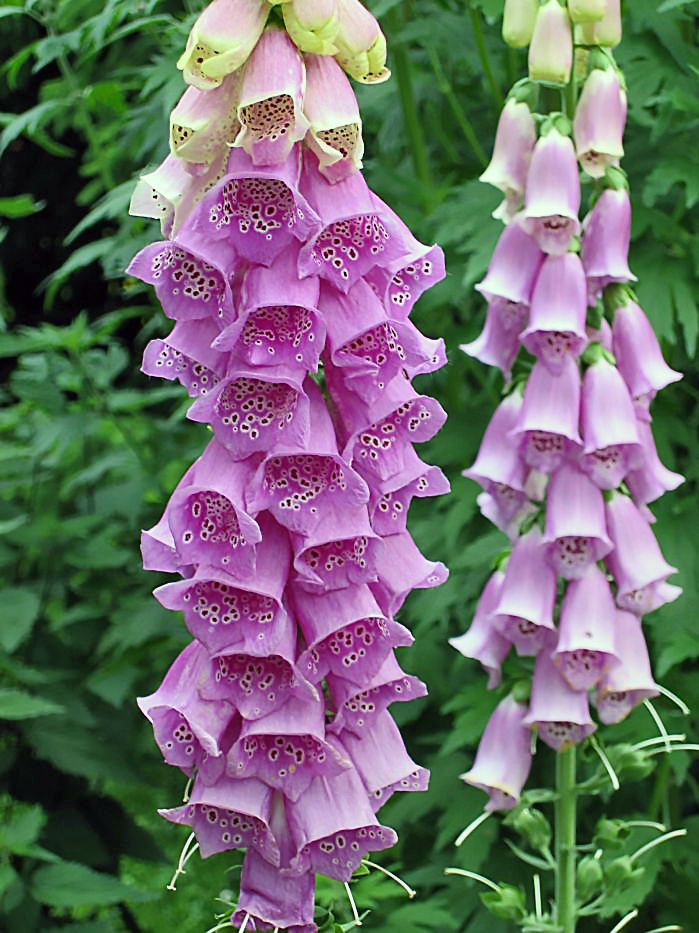
Planta Digitalis purpurea

Em 1308 Cangrande casou-se com Giovanna di Svevia, filha de Corrado D'Antiochia que, por sua vez, era neto de Frederico II.   A união durou toda a vida, mas não deixou herdeiros legítimos e os títulos passaram para seus sobrinhos Alberto II e Mastino II della Scala, filhos de seu irmão Alboino.   Porém, Cangrande teve outros oito filhos ilegítimos: Gilberto, Batrtolomeu, Francesco, Margherita, Franceschina, Lucia Cagnola, Giustina e Alboino.

## Morte
A morte veio na manhã de 22 de julho de 1329.  A causa da morte prevalece até hoje como por causas naturais.   Algumas fontes antigas creditam a morte a um mal estar durante a ingestão, depois de uma longa e fatigante cavalgada sob sol, de água gelada da fonte dei Santi Quaresma.  Como sintoma, foi usada a expressão fluxus ventris e, em alguns casos, se fala também de um estado febril.    Pode também ter sido devido a uma infecção seguida de forte diarreia.   Alguns historiadores mencionam a morte por envenenamento, já que ele era muito jovem e tinha boa saúde.

### Autópsia moderna

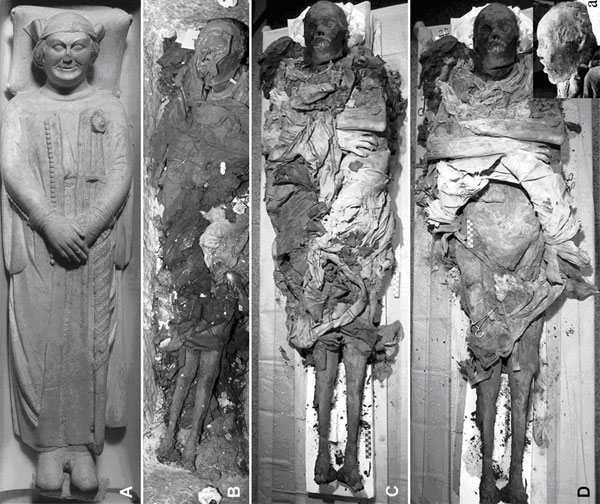
Sarcófago de Cangrande, quando foi exumado em 2004

Em fevereiro de 2004 o corpo de Cangrande foi exumado para a realização de testes científicos a fim de, entre outras coisas, determinar a causa da morte.  O corpo estava naturalmente mumificado e em excepcional estado de conservação possibilitando que alguns de seus órgãos fossem examinados.  Ao que parece, a causa da morte foi envenenamento por uma quantidade letal de uma droga extraída de uma planta da família das dedaleiras.
A evidência nos leva a crer em assassinato por envenenamento, talvez sob cuidados médicos, para combater a doença que ele contraiu após beber água infectada antes de chegar em Treviso.  Um médico de Cangrande foi enforcado por Mastino II, seu sucessor, acrescentando mais peso à tese de assassinato.

### A sepultura de Cangrande

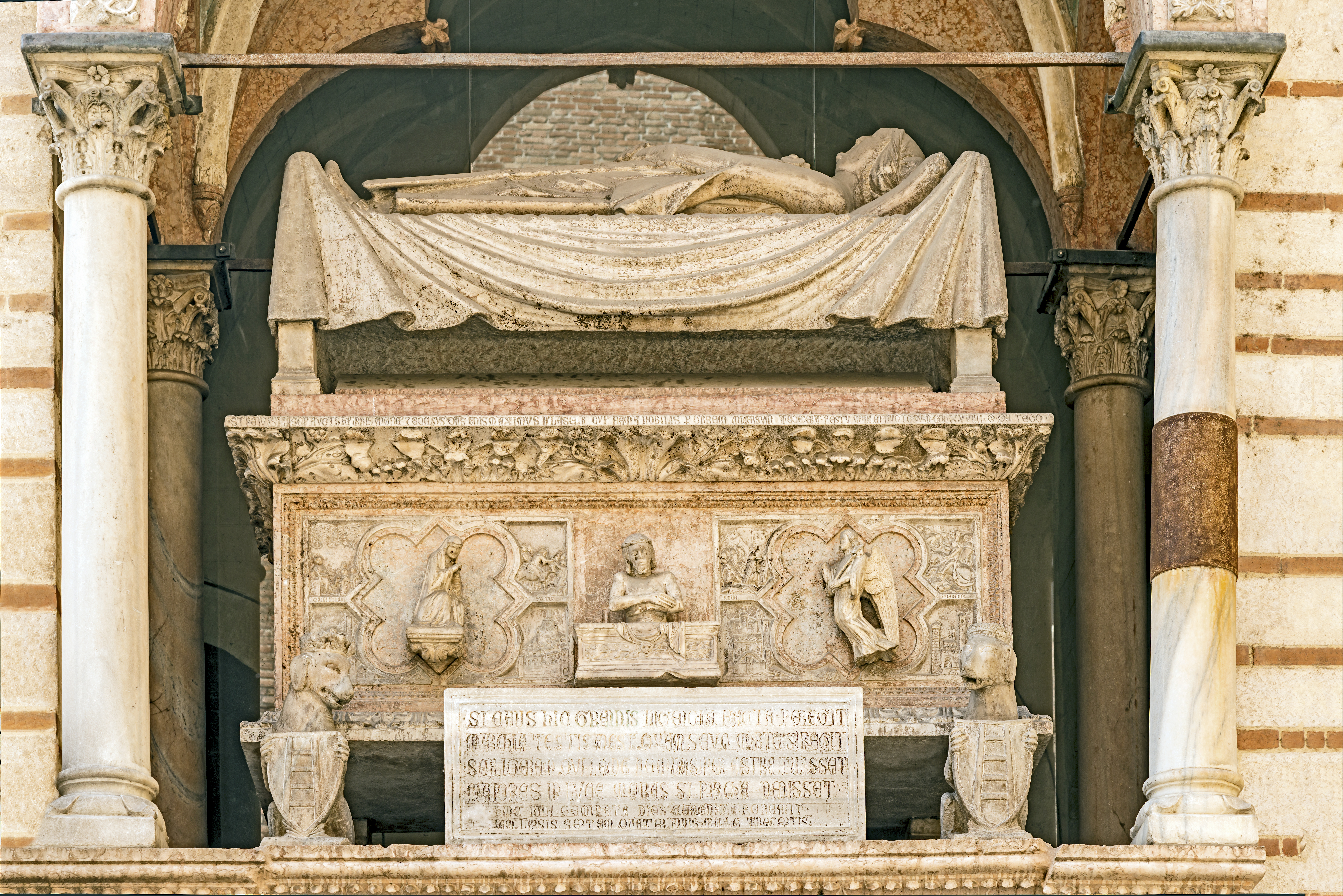
Tumba de Cangrande na Igreja de Santa Maria Antica em Verona

O sarcófago de Cangrande está na Igreja de Santa Maria Antica, na cidade de Verona.  Este foi o primeiro dos três sarcófagos monumentais dos scaligeri, eretos sobre os portões de entrada da igreja, de quem ele era devoto.
O sarcófago está sustentado por cães que carregam sua bandeira e a escultura sobre o túmulo mostra seu rosto ainda sorrindo.   Cangrande está segurando uma espada na lateral com as duas mãos.  Ao lado, estão representadas uma Pietá e o Anjo da Anunciação mas, sobretudo, as figuras são na maior parte de suas vitórias.  Estão esculpidas também os nomes das principais cidades que governou: Vicenza, Padova, Feltre, Belluno, Marostica, Treviso e Verona.

## Cangrande na literatura
Cangrande está retratado na obra A Divina Comédia de Dante Alighieri.  Ele aparece no sétimo círculo do Céu.